# Братинске благајне
Братинске благајне су биле посебан вид социјалног осигурања рударских радника, који су остварили право на социјално осигурање пре других радника. Ово осигурање је било реулисано рударским законима који су донети 1854. за Словенију, Хрватску и Далмацију, 1866. за Србију и из 1881. за Босну и Херцеговину. 
У периоду између два рата рударски радници су били изузети из општег социјалног осигурања (на основу Правила братинске благајне из 1924). Осигурање рударских радника спроводиле се главне и месне братинске благајне.
Осигураници су имали право на бесплатну здравствену заштиту, помоћ породиљама, личну и породичну пензију и погребнину.